# Comté de Buena Vista
Pour les articles homonymes, voir Buena Vista.
Le comté de Buena Vista est un comté de l'État de l'Iowa, aux États-Unis.
Il fut nommé d'après la bataille de Buena Vista dans la guerre américano-mexicaine.